# View from the Balcony (2005)
View from the Balcony – kompilacja nagrań koncertowych zespołu Marillion pochodzących z płyt z serii "Front Row Club" (rozsyłanych tylko do członków tegoż klubu). Wcześniej wydana w 2003 (patrz: View from the Balcony).

## Lista utworów
1. Seasons End
2. Under the Sun
3. Rich
4. Cinderella Search
5. The Space
6. King of Sunset Town
7. Lap of Luxury
8. Quartz
9. Fantastic Place
10. Dry Land
11. Slainte Mhath
12. Fugazi